# Shen Maomao
Shen Maomao (chiń. 申毛毛; ur. 27 marca 1957) – chiński lekkoatleta, który specjalizował się w rzucie oszczepem.
Były rekordzista Azji. Złoty medalista igrzysk azjatyckich z 1978 i mistrzostw Azji z 1979. W 1980 zwyciężył w zawodach Olympic Boycott Games, które zostały zorganizowane przez państwa bojkotujące igrzyska olimpijskie w Moskwie. Rok później został drugi raz w karierze mistrzem Azji. Trzy razy poprawiał rekord kraju. Złoty medalista Chińskiej Olimpiady Narodowej (1979).
Rekord życiowy: 89,14 (17 lipca 1980, Filadelfia). 

## Osiągnięcia
| Rok  | Impreza               | Miejsce    | Lokata     | Wynik |
| ---- | --------------------- | ---------- | ---------- | ----- |
| 1978 | Igrzyska azjatyckie   | Bangkok    | 1. miejsce | 79,24 |
| 1979 | Mistrzostwa Azji      | Tokio      | 1. miejsce | 86,50 |
| 1980 | Olympic Boycott Games | Filadelfia | 1. miejsce | 89,12 |
| 1981 | Mistrzostwa Azji      | Tokio      | 1. miejsce | 85,40 |